# Die Killer
Die Killer ist eine Kurzgeschichte von Ernest Hemingway, die zuerst im März 1927 unter dem englischen Titel The Killers im Scribner’s Magazine erschien und dann in die Sammlung Men Without Women (ebenfalls 1927 von Scribner’s veröffentlicht) aufgenommen wurde. Die deutsche Übersetzung von Annemarie Horschitz-Horst wurde 1958 veröffentlicht. Die Erzählung gilt als eine der besten Kurzgeschichten Hemingways und der nordamerikanischen Literatur überhaupt.

## Handlung
Nick Adams wird als Stammgast in einem Kleinstadtlokal Zeuge eines Überfalls. Zwei Berufsverbrecher bedrohen Nick, den Wirt und den Koch mit einer Schrotflinte und lauern einem anderen Stammgast des Lokals auf. Das anvisierte Opfer, der frühere Boxer Ole Andreson, erscheint jedoch nicht, und die Gangster ziehen sich zurück. Nick sucht Ole Andreson auf, um ihn zu warnen, obwohl er sich dadurch selbst gefährden könnte. Andreson weiß um die Gefahr, erscheint aber zu niedergeschlagen, um etwas zu unternehmen; er lehnt es auch ab zu fliehen. Als Grund für den geplanten Mord an Andreson wird lediglich eine Vermutung genannt: „Er war wohl in Chicago in irgendwas verwickelt.“

## Erzählform und Bedeutung
Die Handlung der Kurzgeschichte im ersten Teil läuft gleichsam rituell in einem bestimmten Zeitraum auf einem begrenzten Schauplatz nach festliegenden Regeln ab. Die Erzählung ist emotionslos; Gefühle bleiben dem Leser vorbehalten. Zwar wird in der Kurzgeschichte nicht getötet, der Leser hat dennoch die Gewissheit, dass Ole Anderson irgendwann ermordet wird. Obwohl Nick Adams versucht, Ole Andreson zu retten, ist das Schicksal nicht aufzuhalten. Es ist zeitlos und wird sich erfüllen. Dabei spielt es keine Rolle mehr, zu welchem Zeitpunkt das geschieht.
Mit der Unbestimmtheit der Aussage „They’ll kill him“ im Original wird auf eine undefinierbare Zukunft verwiesen ohne Nennung eines exakten Zeitpunktes. Im Hinblick auf die handelnden Subjekte in der Geschichte entsteht so durch diese Ausweitung ins Unbestimmte und Ungreifbare eine allgemeine Atmosphäre der Bedrohlichkeit, die durch die Ungewissheit über die Hintergründe, Motive, Auftraggeber und ausführenden Täter noch weiter verstärkt wird. Wie Kuno Schuhmann in seiner Interpretation der Kurzgeschichte ausführt, entspricht dem, „dass die entscheidenden Personen nicht im entscheidenden Augenblick auftreten. Ole Anderson begegnet dem Leser erst, als seine Zeit bereits verstrichen ist.“
Die Erzählung selbst arbeitet auffällig stark mit Rückblenden. So wird beispielsweise darauf hingewiesen, dass „Henry’s lunch-room“ ehemals eine Kneipe war. Der Ursprung des ganzen Geschehens liegt ebenfalls in Oles Vergangenheit als Boxer in Chicago. Über die erzählte Zeit hinaus ist auch die Erzählzeit durch den Rückblick geprägt: Am zeitlichen Höhepunkt werden die Ereignisse mit Hilfe einer Rückblende präsentiert. An dieser Stelle finden sich ebenso vermehrt Hinweise auf die Diskrepanz zwischen angezeigter Uhrzeit und tatsächlicher Zeit; der Leser wird zum Rückblick gezwungen, da der Erzähler selbst zu diesem Darstellungsprinzip greift.
Wie der erzählerische Ablauf verweist auch die Uhr auf die Vergangenheit. Sie zeigt nicht die wahre Zeit als Gegenwart an, sondern täuscht Gegenwart durch ihr Vorgehen nur vor. Der Betrachter wird derart ständig in die Vergangenheit zurückverwiesen. Diese Brechung des einfachen Zeitablaufs durch die Differenz in den gesetzten Zeitpunkten und die sich daraus ergebende Umrechnung führt zu einer Darstellung des Geschehens nicht als gradliniger Verlauf, sondern als Zickzackbewegung. Die Uhr zeigt niemals den tatsächlichen Höhepunkt der Handlung an, sondern verweist darauf, dass er bereits überschritten ist, und löst damit zwiespältige Leserreaktionen aus: Einerseits bewirkt die Zeitangabe anhand der Uhr ein Gefühl der Erleichterung, da der Höhepunkt bereits überschritten ist; andererseits macht der Bezug auf die Uhr deutlich, dass diese vorgeht und die eigentliche Katastrophe noch bevorsteht. Diese Doppeldeutigkeit prägt nicht nur die Zeitangaben, sondern gleichermaßen den Zeitbegriff an sich. Das Vorgehen der Uhr wird allein von George, d. h. einer mitbeteiligten Person, nicht aber durch den Erzähler bestätigt. Letztlich ist die Zeit, die sich durch die Korrektur der angezeigten Uhrzeit ergibt, ebenso subjektiv wie die Zeitlosigkeit Oles; eine objektive Zeit existiert im Rahmen dieser Kurzgeschichte nicht: Es ist niemals tatsächlich sechs Uhr. Da es den entscheidenden Zeitpunkt nicht gibt, findet der geplante Mord in der Imbißstube folglich nicht statt. 
Dementsprechend erscheinen die entscheidenden Personen nicht im entscheidenden Augenblick: „Ole Anderson begegnet dem Leser erst, als seine Zeit bereits verstrichen ist.“ Weitere für die Handlung bedeutsame Figuren treten überhaupt nicht selber auf, sondern schicken andere vor, so wie die Uhr nur als „Agent der Zeit figuriert“. Die Gangster handeln demgemäß für einen befreundeten Auftraggeber von außen; George und Sam arbeiten für Henry, Mrs. Bell verwaltet das Haus für Mrs. Hirsch. Aus dieser Perspektive erscheint die Handlung sowohl von der Zeit als auch von den handelnden Personen her als mechanischer Vollzug eines bestimmten Ablaufs nach von außen festgesetzten Regeln.
Auffällig an der Erzählweise Hemingways ist darüber hinaus in dieser Kurzgeschichte, die auch im Hinblick auf den Spannungsaufbau als ein „Meisterwerk seiner episch-dramatischen Technik“ gilt, die Methode des Autors, nur anzudeuten und die Einzelheiten der Imagination des Lesers zu überlassen (vgl. dazu auch Hemingways „Eisbergmodell“).
Das Thema, das Hemingway am Beispiel Ole Andresons darstellt, ist das „der Verzweiflung und Hoffnungslosigkeit“, jedoch behandelt er es eben nicht in der traditionellen Erzählform: es wird weder von tränenvollen Augen oder Oles Klagen erzählt, als Nick ihn aufsucht. Stattdessen erhält der Leser am Ende einen „visuellen Eindruck, in dem alle Einzelheiten der Hoffnungslosigkeit enthalten sind“. Oles Bewegung und schließlich sein regungsloser Blick auf die Wand, als Nick den Raum verlässt, deuten seinen Abschied von dieser Welt an (im Originaltext: „As he shut the door he saw Ole Andreson ... looking at the wall“). So heißt es in der Analyse von Broder Carstensen: „Ole ist tot, obwohl sein Körper noch lebt.“

## Entstehungsgeschichtlicher Hintergrund
Zum Zeitpunkt der Entstehung und Erstveröffentlichung von The Killers 1927 standen die Vereinigten Staaten unter dem Gesetz der Prohibition, das in den zwanziger Jahren ein in dieser Form zuvor unbekanntes allgemeines Verlangen nach der Beschaffung von Alkohol auslöste. Die Produktion und der Vertrieb wurden von organisierten kriminellen Banden übernommen, insbesondere in Chicago, d. h. dem Ort, aus dem Ole Andreson stammt. Der Hinweis im Text, „Henry’s lunch-room“ sei ehemals eine Bar gewesen, erhält in diesem Zusammenhang eine weitergehende Funktion und Bedeutung: Auf diese Weise wird über den Text hinausgehend darauf verwiesen, dass die Geschichte eben „In Our Time“ angesiedelt ist. Für zeitgenössische Leser dürfte bereits diese Angabe des Schauplatzes ebenso wie die blasphemisch verwendete Formel „kosher convent“ „ein sprachliches Signal für die pervertierten Zeitverhältnisse“ gewesen sein; „kosher“ hatte als „slang-Ausdruck“ im damaligen amerikanischen Umgangssprache vor allem die Bedeutung „strong drink“. Die vertraute Formel „Henry’s“ und die gängige Frage „What’s yours“ im Originaltext deuten damit auf einen Ort, der nun nur noch Speisen statt der alkoholischen Getränke verhieß.
Ebenso gewinnt der Vorname Al des einen der Gangster auf diesem Hintergrund an Bedeutung: Es war Al Capone, einer der berüchtigtsten Verbrecher in den USA, der ab 1925 als Archetypus eines amerikanischen Gangsterbosses die Geschäfte der Chicagoer Unterwelt kontrollierte, dabei jedoch nach außen als ehrbarer Geschäftsmann auftrat. Natürlich darf der Gangster Al in Hemingways Kurzgeschichte nicht als einfaches Porträt des realen Al Capone fehlgedeutet werden; eine solche simple Identifizierung widerspricht dem Verweischarakter der Namen in The Killers, der genau zeigt, wie Arbeiten immer wieder von anderen erledigt werden: „das Kochen vom ‚Nigger‘, das Bedienen von George, die Hausverwalten von Mrs. Bell – und das Morden eben von Al und Max“. Die eigentlichen Auftraggeber bleiben als Ehrenmänner hinter den Kulissen des fragwürdigen Geschehens. Sam, George und auch Nick fügen sich der Gewalt, um nicht selber zum Opfer zu werden; ihre abgestuften Reaktionen spiegeln dabei den allmählichen Verfall der Moral. Hemingway führt auf diese Weise gleichsam modellartig jene Zustände und Spielregeln vor, die auf der realen gesellschaftlichen Ebene den damaligen historischen Verlauf bestimmten. Nicht zuletzt auch die Aussicht auf schnelle Gewinne veranlasste zahlreiche Geschäftsleute dazu, auf die Forderungen der kriminellen Banden einzugehen. Allerdings ging die Rechnung am Ende für sie nicht auf: der Reingewinn der Al-Capone-Bande betrug 1927 bereits mehr als $ 105 Millionen. Die Gangster führten offensichtlich ihre Geschäfte bald besser als die bürgerlichen Geschäftsleute; sie bestimmten, „wem die Stunde geschlagen hatte“.
Ein Jahr vor der Veröffentlichung von The Killers wurde im April 1926 der zur damaligen Zeit bekannte Boxer Andre Anderson (Frederick Boeseneilers) in einem Vorort von Chicago unter mysteriösen Umständen erschossen; Hemingway wurde möglicherweise durch diese Tat zu der Gestaltung der Figur des Ole Andreson in der Kurzgeschichte inspiriert.

## Bedeutung im Gesamtwerk
Der junge Nick Adams ist der Protagonist mehrerer Kurzgeschichten von Hemingway. Wie etwa in „Indianerlager“ und „Der Kämpfer“ wird Nick mit einer rauen Wirklichkeit konfrontiert. In „Die Killer“ bleibt er jedoch nicht der passive Beobachter, sondern versucht verantwortungsvoll zu handeln, indem er sich bemüht, Ole Anderson zu warnen.
Sein Verhalten weist damit auf ein zentrales Bedeutungselement der Geschichte. Es geht Hemingway in The Killers keineswegs um die Gestaltung eines naiven Gegensatzes von Ordnung und Unordnung, sondern um die Zustände, die das makabre Zwischenspiel der Gangster-Episode erst ermöglichen. Am Ende erfolgt eine Rückkehr zur Scheinordnung; im Gegensatz zu Nick spielt George, der Lokalbesitzer, wieder seine vorherige Rolle: Er poliert wie eh und je die Theke, ohne sich weiter mit dem Vorgefallenen zu beschäftigen. In dem Schlussdialog geht er auf Nicks Empörung nur mit dem distanzierten höflichen Interesse ein, das er einem Gast schuldet. Das Geschehen außerhalb seines Lokals ist für ihn nicht mehr von Belang; Menschen haben für ihn nur eine Bedeutung als zahlende Gäste. Demgegenüber kann sich Nick Adams mit einem derartigen Rollenverhalten nicht zufriedengeben. Als einziger ist er nicht in die durch Gleichgültigkeit geprägte Gesellschaft integriert, sondern steht als Gegenpol im Zentrum des zweiten Teils. 
Nick ist an dieser Stelle der Noch-Nicht-Erwachsene; in seiner Unerfahrenheit glaubt er noch, das erlebte Geschehen habe einen ganz besonderen Ausnahmecharakter. Ihm ist noch nicht bewusst, dass Ekel und Abscheu ebenso wenig verändern können wie ein Wechsel des Schauplatzes; es fehlt ihm noch Hemingways Einsicht oder Überzeugung, dass nicht die Emotionen bedeutsam sind, sondern allein das Handeln als ihr objektives Korrelat. Nicks Initiation in die Gesellschaft führt in The Killers dementsprechend aufgrund seiner emotionalen Reaktion zu seiner Abkehr von der Gesellschaft.
In späteren Werken und Gestalten verfolgt Hemingway diesen Weg weiter und versucht den in The Killers aufgezeigten emotionalen Konflikt in seiner Weltanschauung zu rationalisieren. Die Verhältnisse werden in diesem Rationalisierungsversuch zwar durchschaut, in der Lebensphilosophie des Autors aber als unveränderlich begriffen. Das Individuum kann seine Würde nur noch bewahren, indem es gegen das geltenden Gesetz der Gesellschaft ein anderes stellt, das ausschließlich für den Einzelnen und allenfalls wenige Gleichgesinnte gilt. Die Würde und Selbstbehauptung des späteren Hemingwayschen Code Hero liegt vor allem im stoischen Ertragen des Unabänderlichen. Diese Haltung wird in Hemingways späteren Werken nicht mehr von einer Moral oder Ethik getragen, sondern selbst als Moral postuliert und zementiert.

## Verfilmung
„Die Killer“ war Anlass für zwei Filme, an deren Anfang die Konfrontation der Killer mit dem Opfer steht. Die Filmhandlung entwickelt dann in Rückblenden, wie das Opfer in kriminelle Machenschaften verstrickt wurde. Hemingway selbst sah die Verfilmung von 1946 als erste vollkommen gelungene Filmadaption eines seiner Werke und soll den Film, den er als private Kopie besaß, mehr als 200 Mal gesehen haben.
- Rächer der Unterwelt (The Killers) (1946), von Robert Siodmak, mit Burt Lancaster, Ava Gardner, Edmond O’Brien.[A 1]
- Der Tod eines Killers (The Killers) (1964), von Don Siegel, mit John Cassavetes, Lee Marvin, Ronald Reagan, Angie Dickinson.

Weiteres
- Ubiitsy (1958), Kurzfilm von Andrei Tarkowski
- The Killers (1998), Kurzfilm von Todd Huskisson

## Deutschsprachige Ausgaben
- Ernest Hemingway: Um eine Viertelmillion. Zwei Stories. Einbandzeichnung von Werner Bürger, aus dem Amerikanischen von Annemarie Horschitz-Horst. Hyperion Verlag, Freiburg um 1958, OCLC 73445060.
- Ernest Hemingway: Männer ohne Frauen. Aus dem Amerikanischen von Annemarie Horschitz-Horst. 1. Auflage. Rowohlt Verlag, Hamburg 1958, DNB 451947606.
- Die Killer. In: Ernest Hemingway: 49 stories. Aus dem Amerikanischen von Annemarie Horschitz-Horst. 1. Auflage. Aufbau-Verlag, Berlin und Weimar 1965, DNB 451947002, S. 304–314.
- Die Killer. In: Ernest Hemingway: 49 stories. Band 2: Männer ohne Frauen. Aus dem Amerikanischen von Annemarie Horschitz-Horst. 1. Auflage. Aufbau-Verlag, Berlin 1977, DNB 780123948, S. 51–61.
- Die Killer. In: Ernest Hemingway: Die Nick Adams Stories. Vorwort von Philip Young, Übersetzung von Annemarie Horschitz-Horst und Richard K. Flesch, Rowohlt Verlag, Hamburg 1983, 11. Auflage 2013, ISBN 978-3-499-15091-3, DNB 958272565, S. 53–64.

## Anmerkung
1. ↑  Siodmaks Film wurde am 23. Januar 2012 von ARTE ausgestrahlt.